# Bembidion mckinleyi
Bembidion mckinleyi es una especie de escarabajo del género Bembidion, familia Carabidae. Fue descrita científicamente por Fall en 1926.
Habita en Canadá, Estonia, Finlandia, Letonia, Mongolia, Noruega, Rusia, Suecia y los Estados Unidos.